# Cubry-lès-Faverney
Cubry-lès-Faverney – miejscowość i gmina we Francji, w regionie Burgundia-Franche-Comté, w departamencie Górna Saona.
Według danych na rok 1990 gminę zamieszkiwało 131 osób, a gęstość zaludnienia wynosiła 23 osoby/km² (wśród 1786 gmin Franche-Comté Cubry-lès-Faverney plasuje się na 612. miejscu pod względem liczby ludności, natomiast pod względem powierzchni na miejscu 747.).